# Tuffi ai campionati europei di nuoto 2020 - Piattaforma 10 metri maschile
Il concorso dei tuffi dalla piattaforma 10 metri maschile dei campionati europei di nuoto 2020 si è svolto il 16 maggio 2021 alla Duna Aréna di Budapest. Hanno preso parte alla competizione ventidue tuffatori.

## Risultati
Il turno preliminare è iniziato alle 12:00, la finale alle 19:10 (UTC+1 ora locale).
Green denotes finalists
| Class   | Tuffatrice                 | Nazione       | Preliminare | Preliminare | Finale          | Finale          |
| Class   | Tuffatrice                 | Nazione       | Punti       | Class       | Punti           | Class           |
| ------- | -------------------------- | ------------- | ----------- | ----------- | --------------- | --------------- |
| Oro     | Aleksandr Bondar           | Russia        | 478.35      | 2           | 564.35          | 1               |
| Argento | Tom Daley                  | Gran Bretagna | 482.25      | 1           | 533.30          | 2               |
| Bronzo  | Viktor Minibaev            | Russia        | 469.70      | 3           | 530.05          | 3               |
| 4       | Timo Barthel               | Germania      | 417.90      | 7           | 499.10          | 4               |
| 5       | Noah Williams              | Gran Bretagna | 425.75      | 6           | 480.65          | 5               |
| 6       | Oleksiy Sereda             | Ucraina       | 445.65      | 4           | 459.50          | 6               |
| 7       | Jaden Eikermann Gregorchuk | Germania      | 368.10      | 12          | 428.60          | 7               |
| 8       | Constantin Popovici        | Romania       | 432.90      | 5           | 426.30          | 8               |
| 9       | Vinko Paradzik             | Svezia        | 370.00      | 11          | 419.20          | 9               |
| 10      | Vladimir Harutyunyan       | Armenia       | 391.50      | 9           | 389.50          | 10              |
| 11      | Oleh Serbin                | Ucraina       | 398.15      | 8           | 363.95          | 11              |
| 12      | Riccardo Giovannini        | Italia        | 386.35      | 10          | 342.90          | 12              |
| 13      | Andreas Sargent Larsen     | Italia        | 363.30      | 13          | Non qualificati | Non qualificati |
| 14      | Athanasios Tsirikos        | Grecia        | 357.75      | 14          | Non qualificati | Non qualificati |
| 15      | Matthieu Rosset            | Francia       | 357.45      | 15          | Non qualificati | Non qualificati |
| 16      | Nikolaos Molvalis          | Grecia        | 355.30      | 16          | Non qualificati | Non qualificati |
| 17      | Vartan Bayanduryan         | Armenia       | 354.60      | 17          | Non qualificati | Non qualificati |
| 18      | Jan Wermelinger            | Svizzera      | 325.30      | 18          | Non qualificati | Non qualificati |
| 19      | Dariush Lotfi              | Austria       | 307.75      | 19          | Non qualificati | Non qualificati |
| 20      | Kıvanç Gür                 | Turchia       | 293.50      | 20          | Non qualificati | Non qualificati |
| 21      | Artsiom Barouski           | Bielorussia   | 287.35      | 21          | Non qualificati | Non qualificati |
| 22      | Anton Knoll                | Austria       | 283.15      | 22          | Non qualificati | Non qualificati |